# فلاح الجبوري
فلاح الجبوري هو مخرج عراقي من مواليد بغداد 1960م. متزوج من "سلاف ابراهيم" زميلته في قسم السينما بمعهد الفنون الجميلة ببغداد، وله من الأبناء ولد و ثلاث بنات. ابتدأ المخرج فلاح الجبوري تحصيله العلمي بالحصول على دبلوم تصوير سينمائي من معهد الفنون الجميلة ببغداد 1983م. نال المخرج درجة البكالوريوس في الإخراج السينمائي من جامعة بغداد كلية الفنون الجميلة 1989م. بعد ذلك عمل مصوراً سينمائياً في دائرة التوجيه المعنوي أثناء الخدمة العسكرية الإلزامية عامي 1989م و 1990م، ثم عمل بالمؤسسة العامة للسينما والمسرح في بغداد. غادر الفنان فلاح الجبوري العراق 1992م وتنقّل بين الأردن وماليزيا والإمارات حيث عمل في قناة الشارقة كمخرج تلفزيوني لبرنامج الشارقة اليوم في عام 1995م. بعدها انتقل إلى اليمن عام 1995م، وعمل كمخرج مع البنك الدولي في اليمن وأخرج لهم سبعة أفلام تسجيلية عن شحة المياه ، والآبار الارتوازية وأضرار زراعة القات. عمل بعد ذلك قرابة 11 عاما كمخرج تلفزيوني في شركة ماس للإنتاج الفني والإعلاني التابعة لمجموعة شركات هائل سعيد أنعم وشركاؤه والتي تتخذ من مدينة تعز مقرا رئيسيا لها. انتقل الفنان فلاح الجبوري من مدينة تعز إلى العاصمة صنعاء  في عام 2009م، وبدأ العمل في مجال الدراما مع عدة قنوات تلفزيونيه يمنية حكومية وخاصة.  وقد قام بإخراج عدة مسلسلات يمنية أهمها مسلسل همي همك لقناة السعيدة الذي عرض في ثمانية أجزاء والذي تعرض بسببه إلى المحاكمة لمدة سنة ونصف، حيث اتهم بالاساءه لرجال الأمن وقد دافع عن نفسه طيلة هذه الفترة حتى حصل على البراءة.  وقد اخرج ايضا مسلسلات ملح وسكر، حارة دبش، الجمرة، الحجل والزفين، كاباتشينو، جمهورية كورونا، وليالي الجحملية بجزئين. كما شارك في الإشراف الفني على العديد من الأعمال التلفزيونية أهمها مسلسل الدلال. وقد أخرج العديد من الأفلام منها أحلام مؤجلة والذي عرضته قناة الجزيرة، الشفق، وأحلام الصغار. ونتيجة للأوضاع الصعبة التي تمر بها اليمن عاد الفنان فلاح الجبوري إلى العراق عام 2021م بعد رحلة حافلة بالعطاء امتدت 26 عاما في مجال الدراما في اليمن.